# Álex Berenguer
Alejandro 'Álex' Berenguer Remiro (Pamplona, 4 juli 1995) is een Spaans voetballer die doorgaans als vleugelspeler speelt. Hij verruilde Torino FC in oktober 2020 voor Athletic Bilbao.

## Clubcarrière
Berenguer is afkomstig uit de jeugdopleiding van CA Osasuna. Hij debuteerde op 9 september 2014 in de Copa del Rey, tegen Deportivo Alavés. Berenguer maakte op 10 januari 2015 zijn debuut in de Segunda División, tegen Recreativo Huelva. In 2016 promoveerde hij met de club naar de Primera División. Berenguer maakte op 5 april 2017 zijn eerste treffer in de Primera División, tegen Deportivo Alavés.